# Villaputzu
Villaputzu est une commune italienne d'environ 5 100 habitants, située dans la province du Sud-Sardaigne, dans la région Sardaigne. Elle fait partie de la zone géographique de Sarrabus.

## Histoire
Important centre agricole, Villaputzu était déjà fréquentée à l'époque nuragique. À la suite des multiples incursions arabes antérieures au premier millénaire, Villaputzu se déplaça vers son site actuel, plus caché de la mer. Le document le plus ancien qui atteste du déplacement du village remonte au 29 juin 1120.
Les documents suivants, nommèrent la commune Villa Pupus, Pupussi, Pupusti,Pupuci, puis Putzi. Cette dernière dénomination est encore utilisée aujourd'hui populairement. À l'extrémité septentrionale du territoire communal, on trouve les restes d'un village remontant au Néolithique récent (III millénaire av. J.-C.) avec des domus de janas (maisons des fées). Près de l'estuaire du Flumendosa une installation de caractère commercial est installée depuis 600 av. J.-C.

## Culture
Villaputzu est considéré comme la patrie du Launeddas étant donné que parmi ses concitoyens, on a pu trouver des maîtres de cet instrument (Efisio Melis, Antonio Lara...). Aujourd'hui encore, on peut remarquer la relève de la jeune génération.

## Administration
| Période                                  | Période  | Identité       | Étiquette | Qualité |
| ---------------------------------------- | -------- | -------------- | --------- | ------- |
| 28 mai 2002                              | En cours | Piu Gianfranco | Centro    |         |
| Les données manquantes sont à compléter. |          |                |           |         |

### Hameaux
Quirra - Porto Corallo - Porto Tramazzu - Santa Maria

### Communes limitrophes
Armungia, Arzana (OG), Ballao, Escalaplano (NU), Jerzu (OG), Muravera, Perdasdefogu (OG), San Vito, Ulassai (OG), Villasalto